# St. Johannis (Abenberg)

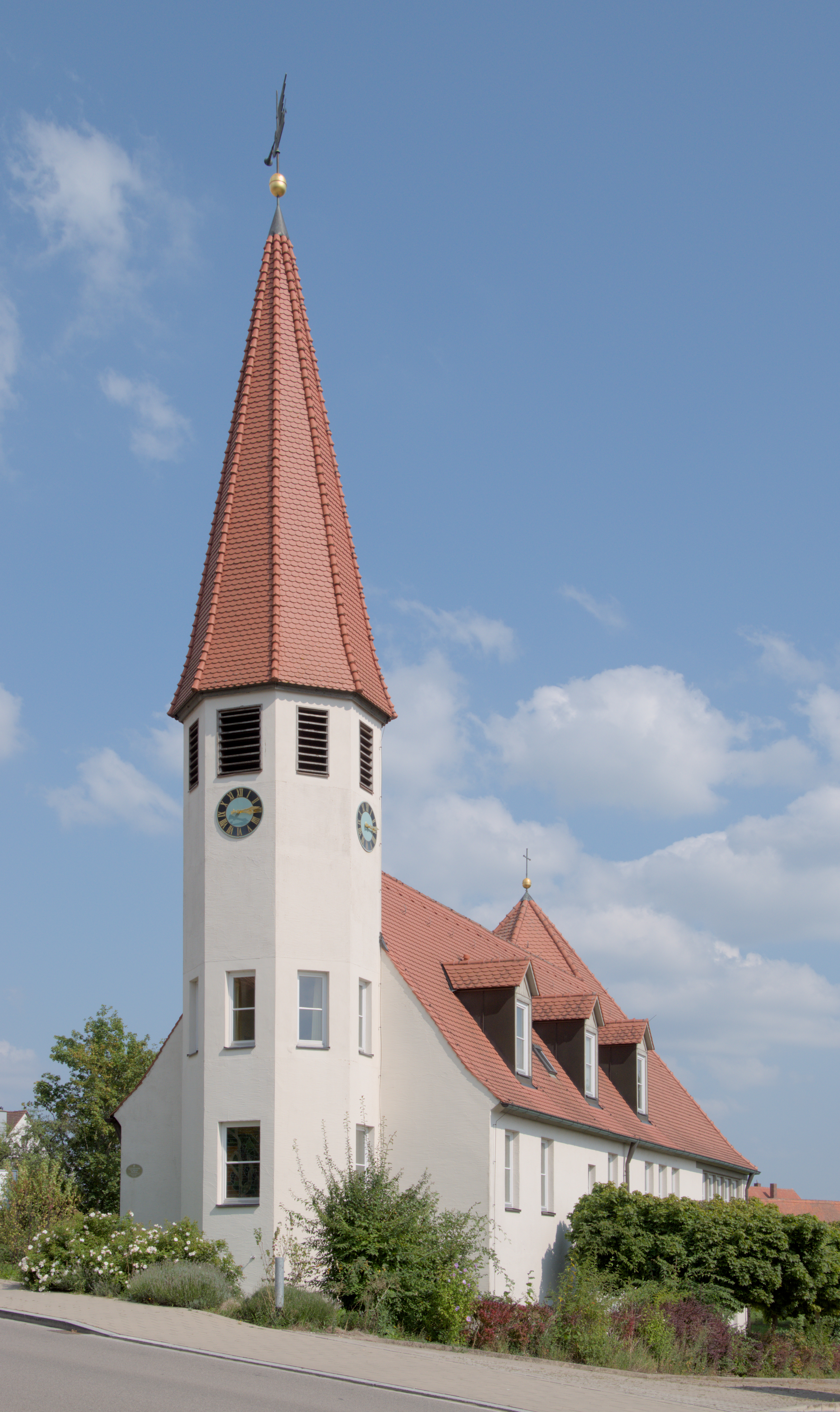
St. Johannis (Abenberg)

St. Johannis ist eine nach dem Evangelisten und Apostel Johannes benannte Kirche der evangelisch-lutherischen Kirchengemeinde St. Jakobus (Dürrenmungenau) im Dekanat Windsbach.

## Kirchengemeinde
Seit 1820 gibt es in Abenberg und Kleinabenberg Bewohner evangelisch-lutherischer Konfession. Diese wurden 1833 nach Dürrenmungenau gepfarrt. Als die Zahl der Lutheraner um 1880 auf etwa 100 anwuchs, suchte man einen Andachtsraum in Abenberg. Ab 1884 durfte die Burgkapelle zur Abhaltung der Gottesdienste genutzt werden, die Platz für 60 Besucher bot. Ende der 1980er Jahre wuchs die Zahl der Lutheraner auf knapp 400 an, für die die Burgkapelle für den sonntäglichen Gottesdienst nicht mehr genug Platz bot. Deswegen wurde 1988 vom Kirchenvorstand ein Grundstück an der Spalter Straße erworben, auf dem die St.-Johannis-Kirche mit integriertem Gemeindezentrum errichtet wurde. Die Einweihung fand am 20. Oktober 1996 statt. Das Patrozinium wurde bewusst gewählt, da Johannes der Bruder von Jakobus ist, das sowohl das Patrozinium der katholischen St.-Jakobus-Kirche in Abenberg als auch der Mutterkirche in Dürrenmungenau ist. Mittlerweile (Stand: 2009) gibt es in Abenberg über 600 Bewohner mit evangelisch-lutherischer Konfession.

## Kirchengebäude
St. Johannis ist ein moderner Kirchenbau mit einem 5/8-Chor, der asymmetrisch an der Ost- und Nordseite des Saales anschließt. An der Westseite steht mittig ein Kirchturm mit oktogonalem Grundriss und Spitzdach. Der Saalbau hat ein Satteldach mit drei Giebelgauben an der Südseite und zwei Giebelgauben an der Westseite und moderne Rechteckfenster an allen Seiten. Das Gemeindezentrum ist im Saalbau untergebracht, der Gottesdienstraum befindet sich im Chorraum.
An den Apostel Johannes sollen die von Barbara Gsaenger entworfenen Altar- und Kirchenfenster erinnern, die das 1. Kapitel der Johannesoffenbarung darstellen. Der Posaunenengel auf der Kirchturmspitze ist eine Anspielung an Offb 14,6 : „Ich sah einen Engel fliegen mitten durch den Himmel, der hatte ein ewiges Evangelium zu verkündigen...“. Auf den vier Glocken sind „Ich-bin-Worte“ Jesu aus dem Johannesevangelium zu lesen.

## Weblink
Koordinaten: 49° 14′ 26,9″ N, 10° 57′ 46,9″ O